# 20th Century Studios
20th Century Studios er et filmselskab og en filmdistributør i Century City-området i Los Angeles  i USA. Studiet stammer fra to firmaer:
- Fox Film Corporation (stiftet 1915 af William Fox)
- Twentieth Century Pictures (stiftet 1933 af Darryl F. Zanuck og Joseph Schenck)

Firmaerne fusionerede i 28. december 1934 og fik navnet Twentieth Century-Fox Film Corporation.
Selskabet var ejet af 21st Century Fox, der kontrolleres af Rupert Murdoch. I 2017 blev det købt af The Walt Disney Company.